# Saga (traghetto)
Il Saga è un traghetto di proprietà della società Bridgemans Services Group, dal 2021 impiegato come nave ospedale.

## Progettazione e caratteristiche
Alla fine degli anni '70 Effoa e Rederi AB Svea, due dei proprietari di Silja Line, presero la decisione di ordinare due nuovi grandi traghetti per auto/passeggeri per il servizio Helsinki-Stoccolma di Silja Line. Le nuove navi furono progettate per essere molto più grandi delle navi che all'epoca navigavano sulla rotta (costruita nel 1975). I due traghetti, varati poi come Silvia Regina e Finlandia, sarebbero stati i primi veri traghetti di Silja.
Durante gli anni '70 il cantiere navale francese Dubegion-Normandie di Nantes era stato il cantiere navale scelto da Silja Line, con entrambe le generazioni precedenti di traghetti per il servizio Helsinki - Stoccolma costruite lì. Tuttavia, per le nuove navi, fu presa la decisione di costruirle in Finlandia presso i cantieri Wärtsilä di Turku, che all'epoca stavano già costruendo diversi grandi traghetti per la Viking Line, la principale rivale di Silja.
Esternamente le nuove navi erano dei tipici traghetti dei primi anni '80, con grandi sovrastrutture a forma di scatola. Una caratteristica insolita delle navi era una finestra panoramica a due piani sulla parte anteriore della sovrastruttura, che offre viste sulla prua della nave.
Al varo Silvia Regina, è un traghetto di tipo Cruise ferry lungo 166 metri e largo 28, capace di trasportare fino 2000 passeggeri e 510 veicoli e grazie ai suoi 4 motori Wärtsilä-Pielstick 12PC2.5V 22,948 kW (combined), può arrivare a 22 nodi di velocità massima.

## Servizio
Varato il 21 ottobre 1980 nel cantiere navale Wärtsilä di Turku e consegnato il 10 giugno 1981 alla Suomen Yrtysrahoitus Oy, prende servizio nei collegamenti tra Stoccolma ed Helsinki a partire dal 12 giugno successivo, aggiungendosi al gemello Finlandia.

Il battesimo del Silvia Regina a Turku da parte della regina Silvia di Svezia, alla quale è intitolato il traghetto, il 28 aprile 1981.

Subito dopo l'entrata in servizio, nelle navi è stato scoperto un grave difetto di progettazione. Al fine di massimizzare la capacità di carico delle auto, erano state progettate con prue molto larghe che rendevano le navi molto difficili da controllare, soprattutto in condizioni meteorologiche avverse. Di conseguenza, dal 7 febbraio al 31 marzo 1982 viene sottoposto a lavori di rifacimento della prua nel cantiere navale di costruzione a Turku e ricostruito con una nuova prua, notevolmente più filante lungo la linea di galleggiamento. Dopo che questo è stato completato, il traghetto venne anche sottoposto a lavori di ristrutturazione, durante i quali sono state aggiunte nuove cabine e rinnovati alcuni locali passeggeri.

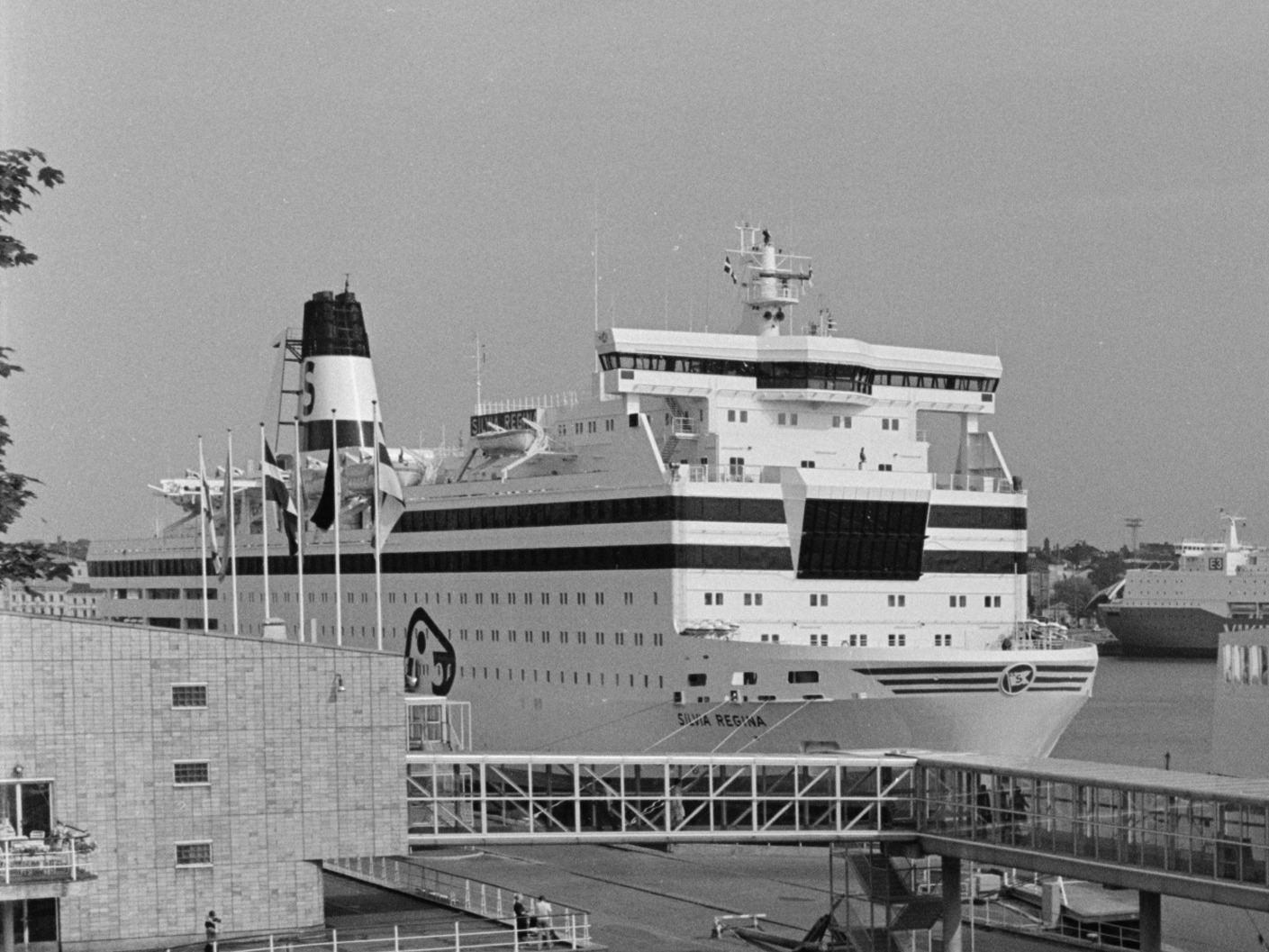
Il Silvia Regina ormeggiato ad Helsinki nel 1981.

Il 21 marzo 1985, mentre si trovava al largo di Helsinki, sbanda leggermente con la poppa durante una virata a causa del ghiaccio marino pesante, portando al capovolgimento di un rimorchio su un secondo camion nel garage, riuscendo comunque a proseguire la navigazione verso il porto finlandese in sicurezza. 
Il 17 agosto 1986 il traghetto è stato vittima di una seria intimidazione, quando venne minacciato di lanciare una bomba contro quest'ultimo durante a Stoccolma. Dato l'allarme, i passeggeri e l'equipaggio sono stati immediatamente evacuati e trasferiti a Turku a bordo dal compagno di flotta Svea. Più tardi quel giorno, al Silvia Regina viene dato il via libera per partire da Stoccolma senza passeggeri, riprendendo dal giorno successivo il regolare servizio.
Il 29 dicembre 1986 viene venduto alla società madre Johnson Line per 189.862.839 milioni di marchi finlandesi, continuando ad essere impiegato sotto le insegne della Silja Line.
Il 12 marzo 1987 viene venduto alla Stena AB, continuando tuttavia ad operare in noleggio per la Silja Line sulla Stoccolma-Helsinki.
Nel 1990, il Silvia Regina è stato il primo traghetto a rispondere al Mayday dello Scandinavian Star, quando ha preso fuoco.
Il 30 maggio 1991 termina il servizio per Silja Line ed il giorno successivo salpa per i cantieri di Bremerhaven, dove viene sottoposto a lavori di adattamento al servizio e consegnato il 2 giugno successivo alla Stena AB.
Ribattezzato Stena Britannica il 3 giugno 1991, prende servizio nei collegamenti tra Hoek van Holland ed Harwich a partire dal 19 giugno.
Il 3 marzo 1994 termina il servizio sulla Hoek van Holland-Harwich e salpa per Frederikshavn, venendo così trasferito alla Stena Rederi Ab il 5 marzo.
Ribattezzato l'8 marzo 1994 Stena Saga, prende servizio il giorno stesso nei collegamenti tra Oslo e Frederikshavn e, nel periodo invernale, tra Oslo, Frederikshavn e Göteborg.
Il 9 agosto 1995, durante la navigazione da Frederikshavn a Oslo, vanno in avaria i motori del traghetto, durante la quale rimase per 2 ore all'ancora per impedire allo Stena Saga di finire alla deriva verso terra. Successivamente viene ripristinata la propulsione ed il traghetto riprende regolarmente la navigazione verso Oslo.
Il 21 dicembre 1999, durante la sosta nel cantiere navale di Göteborg per lavori di manutenzione ordinaria, scoppia un incendio a bordo del traghetto, prontamente domato dall'equipaggio.
Da gennaio al 4 febbraio del 2000 viene sottoposto a lavori di ammodernamento a Cityvarvet, nei pressi di Göteborg) con l'aggiunta, tra le altre cose, delle controcarene poppiere. 
Ad agosto del 2000 opera solo per il trasporto di camion e rimorchi.
Dal 12 al 13 maggio 2001 viene noleggiato alla rivista Se og Hör ed impiegato come hotel galleggiante per ospitare i cantanti durante la finale dell'Eurovision a Copenaghen.
Dal 15 dicembre 2002 al 17 gennaio 2003 viene nuovamente sottoposto a lavori di ammodernamento a Cityvarvet.
Dal 6 all'8 giugno 2003 viene noleggiato alla federazione calcistica norvegese ed impiegato per una crociera tra Oslo e Copenaghen.

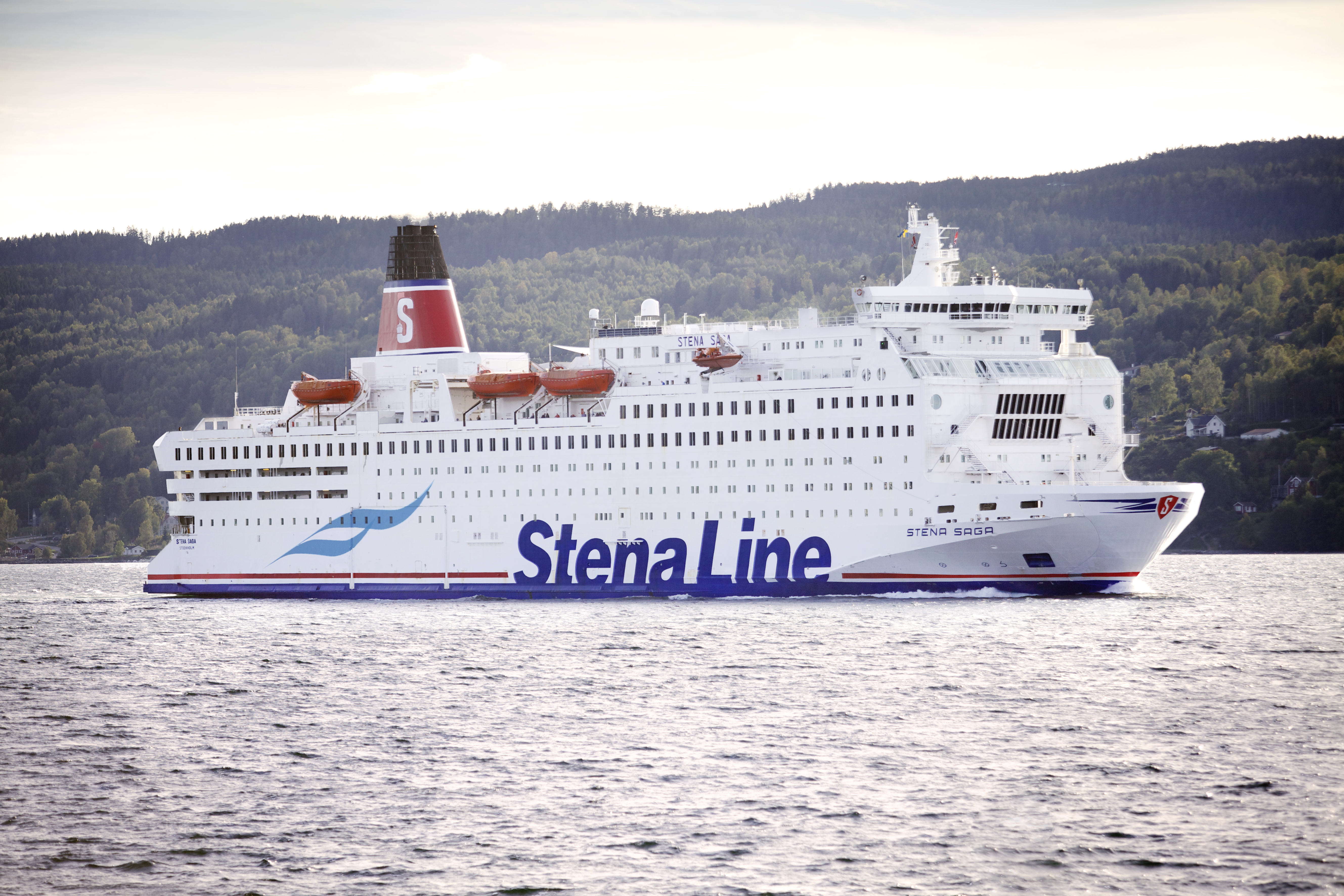
Lo Stena Saga in navigazione nei pressi di Oslo nel 2014.

Il 14 giugno 2005, poco dopo la partenza da Frederikshavn per Oslo, il rilevatore di fumo in una delle sale del generatore ha dato l'allarme ed il traghetto è stato costretto a fare ritorno a Frederikshavn. A seguito di ciò, viene posto fuori servizio per una settimana.
Dal 19 dicembre 2005 al 28 gennaio 2006 viene sottoposto a lavori di ammodernamento nel cantiere navale di Cityvarvet.
Nel gennaio del 2008 torna in cantiere a Cityvarvet per lavori di manutenzione, durante i quali il grande sponson è stato rimosso dal fumaiolo, secondo quanto riferito, per migliorare la stabilità, alterando l'aspetto della nave e causando un certo sgomento da parte degli appassionati di navi nei paesi nordici. 

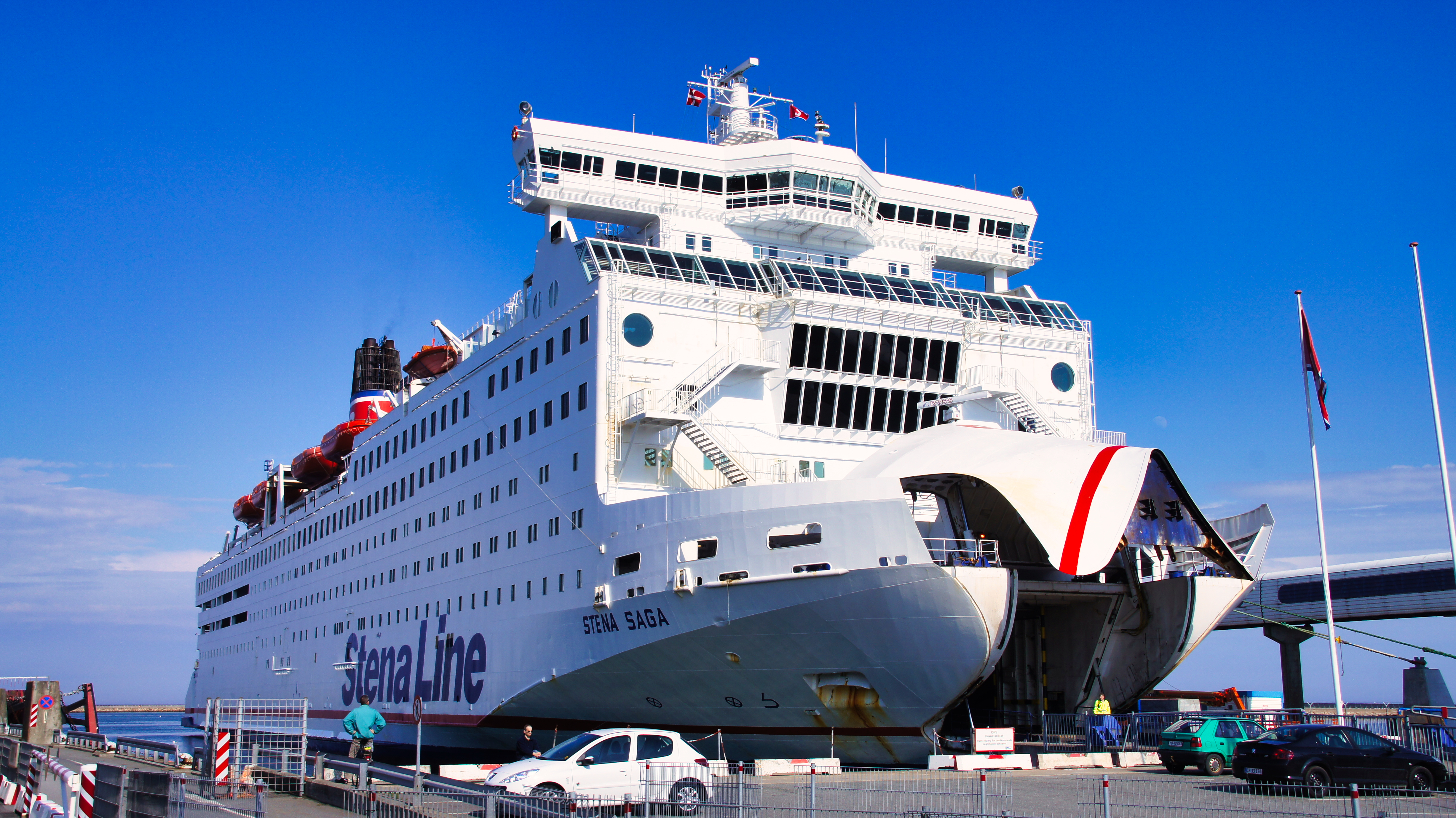
Lo Stena Saga ormeggiato a Frederikshavn nel 2013.

Dal 14 marzo al 13 aprile 2020 viene fermato a causa della soppressione della linea, in seguito alla decisione della Danimarca di chiudere le frontiere per la pandemia di COVID-19. Il 15 marzo salpa da Oslo per Göteborg, dove viene disarmato.
Il 19 marzo 2020 viene annunciata la definitiva chiusura della tratta su cui operava ed il 1º aprile viene trasferito ad Uddevalla.
Il 18 dicembre 2020 viene trasferito alla Stena Maritime Ltd ed il nome viene troncato in Saga.
Ad aprile 2020 Stena Line annuncia di voler convertire la nave da traghetto a nave ospedale da utilizzare per fornire “capacità sanitarie aggiuntive” in una regione colpita dal COVID-19, come già successo per lo Splendid di GNV in Italia.
Il 6 giugno 2021, noleggiato alla compagnia marocchina InterShipping, salpa per il Mediterraneo, ma in seguito al noleggio delle due gemelle Victoria 1 e Romantika da Tallink, viene noleggiato all'italiana Adria Ferries da luglio a settembre  2021 ed impiegato nei collegamenti tra Ancona e Durazzo.
Terminato il noleggio, il 10 settembre viene disarmato al Pireo.
A novembre 2021 viene noleggiato dallo stato delle Filippine come nave da ricovero per 18 mesi. Il 16 novembre salpa da Perama per Manila, dove giunge il 20 dicembre, dopo aver eseguito 2 scali tecnici, a Limassol e Singapore.
Nel 2024 termina il noleggio al governo filippino, salpando per Singapore, dove giunge il 13 luglio.
Dal 19 al 27 agosto viene sottoposto a lavori di manutenzione nel cantiere navale di Pasir Gudang.
A settembre del 2024 viene venduto alla Bridgemans Services Group e salpa da Singapore per il Mozambico, posizionandosi il 19 ottobre in rada a Palma e tornando ad operare come nave ospedale.

## Navi gemelle
- Moby Dada (ex Princess Maria)